# باولو لي بيتي
باولو لي بيتي هو لاعب كرة قدم برازيلي في مركز الوسط، ولد في 23 فبراير 1989 في ساو كارلوس في البرازيل. لعب مع Desportivo Brasil ‏.

## وصلات خارجية
- باولو لي بيتي على موقع قاعدة بيانات كرة القدم.إي يو (الإنجليزية)